# إبراهيم مناع
المهندس إبراهيم أحمد إسماعيل مناع وزير الطيران المدني في حكومة تسيير الأعمال برئاسة الدكتور عصام شرف رئيس مجلس الوزراء في 7 مارس 2011، وكان يشغل أيضاً وزير الطيران المدني في حكومة - تسيير أعمال - الفريق أحمد شفيق الأولى «من 31 يناير 2011 إلى 21 فبراير 2011»، وحكومة - تسيير أعمال - الفريق أحمد شفيق الثانية «من 22 فبراير 2011 إلى 3 مارس 2011».

## حياته
المهندس مناع من مواليد محافظة الغربية في قريه برما في 4 يناير 1946، تخرج في كلية الهندسة جامعة الإسكندرية عام 1976، وعقب تخرجه التحق بالكلية الفنية العسكرية لدراسة العلوم العسكرية.

## المناصب التي شغلها
تم تعيين مناع رئيساً للقطاع الهندسي بشركة ميناء القاهرة الجوي، ثم رئاسة القطاع الهندسي بوزارة الطيران، وبعد ذلك تولى منصب رئيس الشركة القابضة للمطارات والملاحة.

## أنجزاته
ساهم مناع في تطوير وانشاء العديد من المطارات داخل مصر منها شرم الشيخ والغردقة والأقصر ومطار القاهرة الجديد رقم 3 